# Óriásnünüke
Az óriásnünüke (Meloe cicatricosus) a hólyaghúzófélék (Meloidae) családjába tartozó, Európában honos bogárfaj. Magyarország legnagyobb méretű nünükéje, mely 2012 óta hazánkban természetvédelmi oltalom alatt áll.

## Előfordulása
Dél- és Közép-Európa minden részén széles körben jelen van egészen Görögországtól Lengyelországig, kivéve a balti országokat. Leginkább a természetes állapotban megmaradt löszös puszták, legelők lakója, de a háborítatlan homokos és szikes gyepeken is nagy számban előfordul. Bőséges lágyszárú növényzettel és vadvirágokkal teli vidékeken, és általában világosabb, napfénynek kitett földeken elterjedtek. Legtöbben májusban jönnek elő, ilyenkor elég gyakoriak, aztán teljesen eltűnnek. Egyes helyeken, például Debrecen területén kifejezetten ritkán fordul elő.

## Leírása
A kifejlett rovarok általában 3 cm hosszúak. Testük fekete, kék színű árnyalatokkal. A nőstények nagyobbak a hímeknél, és potrohuk is vastagabb. Szárnyfedője csökevényes, repülésre képtelen. Térdízületéből erős szagú, olajos és mérgező váladékot, úgynevezett kantaridint bocsájt ki védekezéskor.

## Életmódjuk
A reggeleket és estéket táplálkozással tölti. Számára élelemként szolgálnak az ibolyák, a gyenge füvek és a pitypangok. A kifejlett egyedek tavasz után nem sokkal az alacsony növényzetben való feltorlódás alatt párosodnak. A nőstény mélyedést kapar ki a talajban, amelyekbe nagy adag petét rak, ezeket gondosan letakarja, és körülbelül két hét múlva tömegesen kelnek ki a lárvák. A parazita lárvák felmásznak a növényekre, és virágok köré gyűlnek, ahol megtapadnak a magányos méhekben vagy legyekben. Amikor a rovar visszamegy fészkébe, a lárva lecsatlakozik az állatról, s a legközelebbi petét vagy lárvát elfogyasztja. Ott bábozódik be, majd a következő tavasszal kifejlődnek és elhagyják fészket.